# European School of Management and Technology
Die European School of Management and Technology Berlin (ESMT Berlin) ist eine private, mit Universitäten gleichgestellte Wirtschaftshochschule mit Sitz in Berlin.
Die Hochschule wurde 2002 durch deutsche Unternehmen und Verbände begründet, um eine internationale Wirtschaftshochschule in Deutschland zu etablieren. Trägerin ist die ESMT European School of Management and Technology GmbH (ESMT GmbH), die als gemeinnützig anerkannt ist. Eigentümerin der ESMT GmbH ist die ESMT-Stiftung sowie der Verein der Freunde und Förderer der ESMT.
Die ESMT zählt zu den führenden Hochschulen für Wirtschaft in Deutschland und Europa.

## Geschichte
Am 31. Oktober 2002 gründeten 25 deutsche Unternehmen und Verbände die Hochschule. Die Welt schrieb 2002, das Ziel der Gründung sei, eine „Ausbildung für die Management-Elite“ in Deutschland zu ermöglichen, da diese bis dahin im Ausland stattgefunden habe. Bei der Gründung brachten die Unternehmen zunächst 65 Millionen Euro ein. Im Oktober 2003 ließ der Senat von Berlin die ESMT Berlin als private wissenschaftliche Hochschule zu. In der Anfangszeit wurde in München unterrichtet, bis der Campus der ESMT in Berlin Anfang 2006 fertiggestellt wurde.
Im Dezember 2006 wurden die ersten Studierenden der Hochschule verabschiedet. Nach finanziellen Problemen wurden 2010 weitere 60 Millionen in den Stiftungsfonds der ESMT Berlin investiert. Seither ist die Hochschule jährlich ausfinanziert.
Im Dezember 2013 erhielt die ESMT Berlin durch das Land Berlin das Promotionsrecht für fünf Jahre. Der Berliner Senat verlängerte zugleich die staatliche Anerkennung der ESMT Berlin für weitere zehn Jahre. Seit 2008 nimmt die Hochschule am Berlin Doctoral Program in Economics and Management Science (BDPEMS) teil, das 2019 Teil der Berlin School of Economics wurde.
Die ESMT betrieb von 2004 bis 2018 neben dem Hauptcampus in Berlin einen weiteren Campus im Schloss Gracht bei Köln. Das dort seit 1968 ansässige Universitätsseminar der Wirtschaft (USW) wurde 2004 als USW-Netzwerk in die ESMT Berlin integriert und führte seitdem Weiterbildungsseminare für Manager durch. Nach der Integration der Programme in die ESMT wurde Schloss Gracht 2018 verkauft.

## Organisation

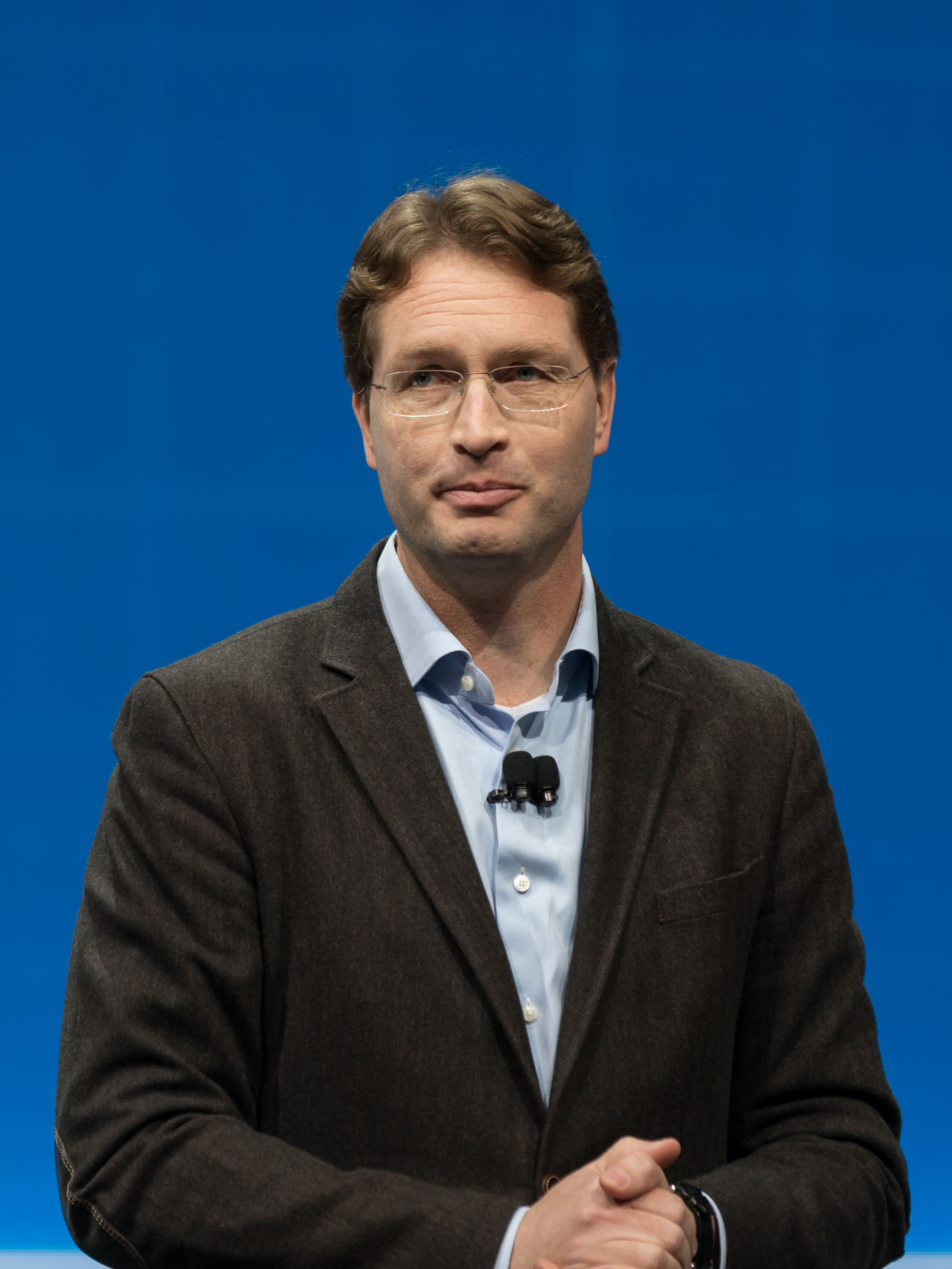
O. Källenius Vorsitzender des Kuratoriums

### Stiftung
2022 lag das Stiftungsvermögen der ESMT-Stiftung bei rund 123 Millionen Euro. Das Kuratorium Stiftung besteht aus dem Vorsitzenden Ola Källenius und dem Stellvertreter Christian Sewing (Stand: 2025).

### Präsidentschaft
Der Präsident der ESMT ist seit 2011 Jörg Rocholl, seine Vorgänger waren Derek F. Abell (bis 2006) und Lars-Hendrik Röller (von 2006 bis 2011).

### Institute
Institute
- DEEP – Institute for Deep Tech Innovation
- Digital Society Institute (DSI)
- FUTURE Institute for Sustainable Transformation
- Hidden Champions Institute (HCI)
- Institute for Endowment Management and Entrepreneurial Finance (IFEE)

Center
- Bringing Technology to Market Center (BTM)

## Studiengänge

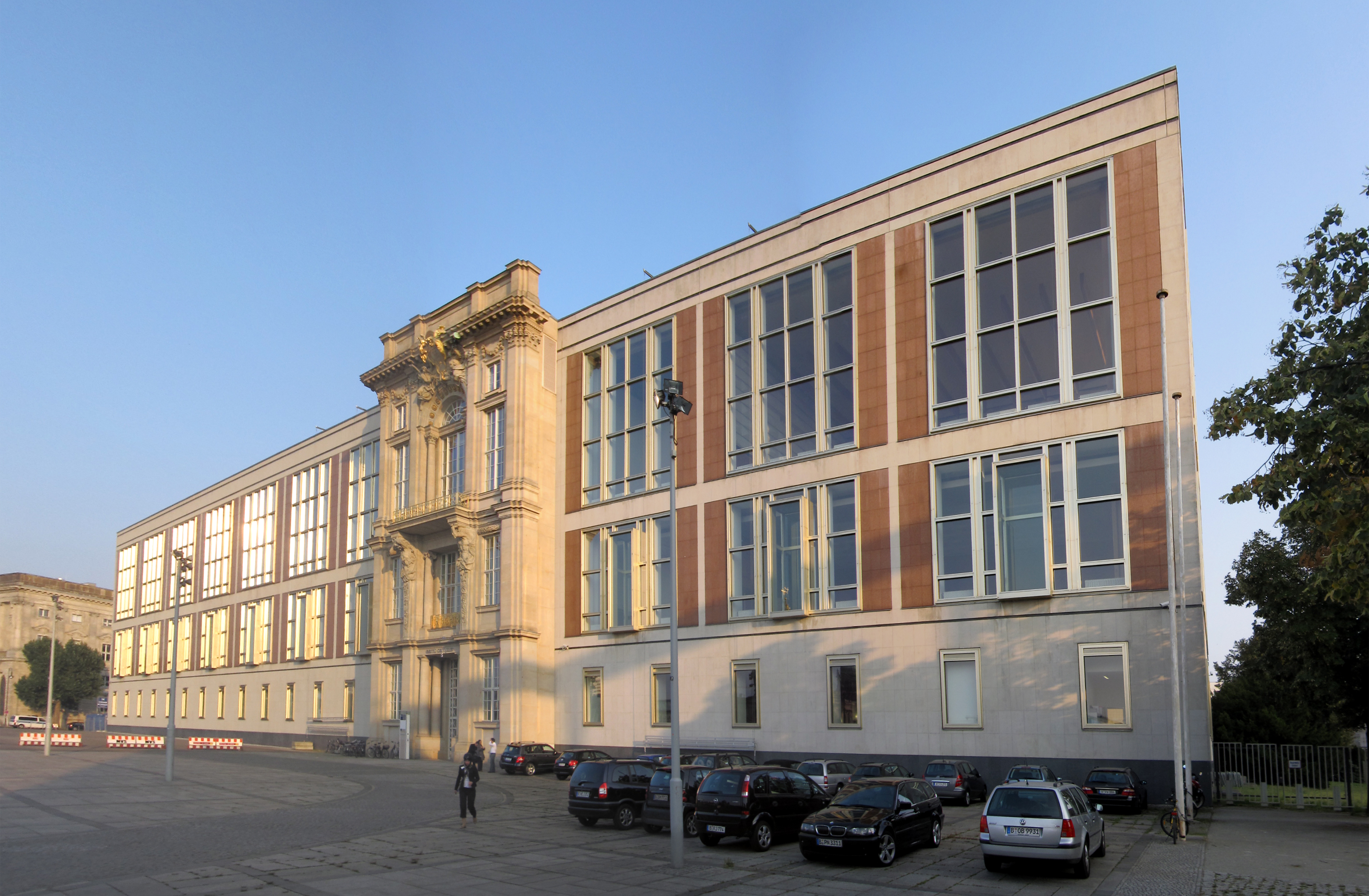
Hauptgebäude der ESMT

Die ESMT Berlin bietet englischsprachige Master-, MBA- und Ph.D.-Studiengänge sowie Managementweiterbildung an. Die Mehrheit der Kurse wird auf Englisch gehalten, es gibt aber auch Kurse in deutscher Sprache.
Die Studiengänge sind national (FIBAA) und international akkreditiert. Seit 2015 besteht eine Akkreditierung von allen drei Organisationen der sogenannten „Triple Crown“ der Hochschulakkreditierung: der AMBA, der AACSB und der EQUIS.

### MBA-Studiengänge
Die ESMT bietet fünf Studiengänge für den Erhalt des Master of Business Administration (MBA) an: einen Vollzeit-MBA und Teilzeit-MBA, einen Global Online MBA sowie einen berufsbegleitenden Executive MBA und Executive MPA/MBA.
Die Vollzeit-MBA ist ein 15-monatiger Studiengang. Der Teilzeit-MBA ist ein zweijähriger Studiengang, bei dem derselbe Abschluss wie beim Vollzeit-MBA erworben wird, das aber berufsbegleitend erfolgt. Der Studiengang besteht zu 75 % aus einem Online-Studium und zu 25 % aus einem Präsenzstudium.
Der Global Online MBA ist ein 24-monatiger Studiengang, der sich an Berufstätige richtet, die Vollzeit arbeiten. Der Lernstoff kann auf bis zu fünf Jahre verteilt werden. Studieninhalt sind Bereiche Analytik, Innovation und Führung. Die Studierenden können zusätzlich ein Karriere-Coaching und optionale Präsenzmodule absolvieren.
Der Executive MBA ist ein MBA, der sich an Teilnehmende richtet, die bereits über ein höheres Maß an Erfahrung in Führung und Management verfügen. Es handelt sich um einen berufsbegleitenden Studiengang, aber jedes der zehn Module findet vollständig in Person statt und dauert jeweils sechs Tage.
Der 18-monatige berufsbegleitende Executive-MBA (EMBA) wird in englischer Sprache seit 2007 an der ESMT Berlin angeboten. Seit Oktober 2018 bietet die ESMT gemeinsam mit der School of Public Administration and Development Economics des Doha Institute einen dualen Executive Master of Business Administration/Master of Public Administration (Executive MBA/MPA) an.

### Master-Studiengänge
Seit 2014 bietet die ESMT Berlin einen 24-monatigen englischsprachigen internationalen Studiengang „Master in Management“ (MIM) an. Studierende können sich im dritten Semester in Business Analytics, Finance & Investments, Entrepreneurship & Innovation oder Global & Digital Strategie spezialisieren. Zusätzlich lernen alle Masterstudierenden eine weitere Fremdsprache, internationale Studierende belegen Deutschkurse.
Seit 2023 bestehen an der ESMT Berlin drei spezialisierte Masterprogramme: Der Master in Global Management soll den Schwerpunkt auf die Arbeit in weltweit tätigen Unternehmen und Organisationen legen. Der Master in Innovation and Entrepreneurship fokussiert sich auf Unternehmensgründer und Intrapreneure. Der Master in Analytics and Artificial Intelligence hat etwa Datenanalysen und Technologiewandel als Studieninhalt.

### Executive-Education-Seminare
Die sogenannten „Executive Education“-Seminare der ESMT richten sich an Personen, die bereits im Berufsleben stehen und ihre Führungsqualitäten weiter ausbauen möchten. Hierbei gibt es offene Seminare für Einzelpersonen sowie Seminare für Firmen.

### Promotionen
Im Jahr 2022 gab es 13 Promovierende an der ESMT.

## Campus

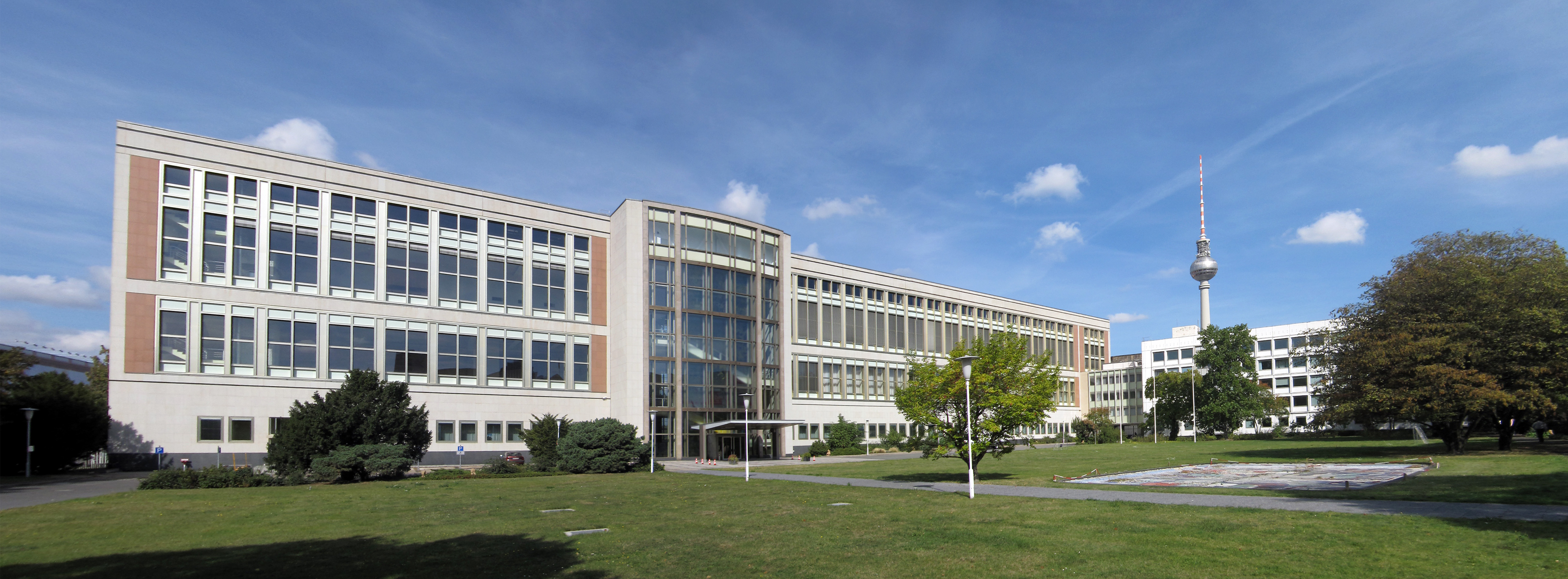
Campus in Berlin-Mitte

Der Hauptsitz der ESMT Berlin befindet sich im von 1962 bis 1964 errichteten Staatsratsgebäude der DDR, das auch von 1999 bis zur Fertigstellung des neuen Bundeskanzleramtes im Jahr 2001 der Dienstsitz des damaligen Bundeskanzlers Gerhard Schröder war. Der denkmalgeschützte Bau wurde für einen symbolischen Preis im Erbbaurecht der Hochschule überlassen, die im Gegenzug die Sanierungs- und Instandhaltungskosten übernahm. In den Jahren 2004 und 2005 wurde der Bau zur Nutzung als Hochschule saniert, ehe er am 3. Februar 2006 im Beisein der damaligen Bundeskanzlerin Angela Merkel offiziell eröffnet wurde.
In der folgenden Zeit wurden weitere Teile des Gebäudes renoviert und umgebaut, um der gestiegenen Zahl der Studierenden Rechnung zu tragen. Seit 2023 wird auch der letzte unbenutzte Bauteil des Staatsratsgebäudes renoviert. Im November 2023 wurde auf dem Dach des Hauptgebäudes eine Photovoltaik-Anlage installiert, die etwa 25 % des Strombedarfs der Hochschule decken soll.

### Studierende
2024 waren an der ESMT über 1000 Studierende eingeschrieben und 45 Lehrkräfte tätig. Etwa 80 % der Studierenden der ESMT ziehen für das Studium nach Deutschland. Angehörige eines Studiengangs kommen aus rund 40 Nationen.

## Veranstaltungen
Seit 2008 wird am Standort der ESMT Berlin jährlich das ESMT Annual Forum durchgeführt. An dem Treffen nehmen zahlreiche Führungskräfte aus der deutschen und internationalen Unternehmerschaft und Politik teil. Seit 2023 findet jährlich das Veranstaltungsformat Berlin Global Dialogue statt, an dem in seinem ersten Jahr unter anderem Olaf Scholz und Charles Michel teilnahmen.

## Reputation
Die Hochschule erscheint regelmäßig in Ranglisten internationaler Wirtschaftshochschulen. In dem Ranking der Financial Times der besten europäischen „Business Schools“ ist die ESMT regelmäßig vertreten, so etwa 2023 und 2024 auf Platz 19 und 2022 auf Platz 8. 2019 war sie die erste deutsche Wirtschaftshochschule, die in der Geschichte des Rankings der Financial Times eine Top-Ten-Platzierung erreichen konnte. In dem Ranking der weltweit besten MBA-Studiengänge durch die Financial Times lag die ESMT im Jahr 2022 auf Platz 88.
Der „Executive MBA“-Studiengang der ESMT wurde in einem weltweiten Ranking dieser Studiengänge von The Economist aus dem Jahr 2020 auf Platz 20 gesetzt. In einem ähnlichen Ranking der Executive-MBA-Studiengänge durch die Financial Times 2024 wurde die ESMT auf Platz 45 platziert. Der Studiengang „Master in Global Management“ der ESMT wurde von der Financial Times 2023 auf Platz 20 der weltweit besten Studiengänge dieser Art gesetzt. Bei Poets&Quants erreichte die ESMT 2022 den Platz 6 der besten „Masters in Management“-Studiengänge. Im Financial Times’ Executive Education Ranking erreichte die ESMT 2024 global den 8. Platz in maßgeschneiderten Programmen.

## Partnerschaften
Die Hochschule ist Mitglied im Global Network for Advanced Management (GNAM) und der European Foundation for Management Development (EFMD). Zusammen mit weiteren internationalen Wirtschaftshochschulen hat die ESMT die Future of Management Education Alliance (FOME) begründet. Außerdem betreibt die ESMT ein Austauschprogramm für Studierende im Global MIM Network und nimmt an Erasmus+ teil. 2023 wurde eine Kooperationsvereinbarung mit dem Mathias Corvinus Collegium unterzeichnet. Aufgrund der Nähe des Mathias Corvinus Collegium zum rechtspopulistischen ungarischen Ministerpräsidenten Victor Orbán wurde dies teils sehr kritisch aufgenommen.